# Diamond City (Arkansas)
Diamond City es una ciudad situada en el condado de Boone, Arkansas, Estados Unidos. Según el censo de 2020, tiene una población de 757 habitantes.

## Geografía
La localidad está ubicada en las coordenadas 36°27′27″N 92°54′40″O / 36.45750, -92.91111 (36.457609, -92.910989). De acuerdo a la Oficina del Censo de los Estados Unidos, tiene un área de 7.30 km² de tierra y 0.004 km² de agua.

## Demografía

### Censo de 2020
Según el censo de 2020, hay 757 habitantes, 349 hogares y 178 familias en la localidad. La densidad de población es de 103.70 hab/km². Hay 523 viviendas, lo que representa una densidad de 71,6 por kilómetro cuadrado.
| Raza                   | Núm. | Porc.  |
| ---------------------- | ---- | ------ |
| Blancos                | 690  | 91.15% |
| Amerindios             | 13   | 1.72%  |
| Asiáticos              | 4    | 0.53%  |
| Isleños del Pacífico   | 2    | 0.26%  |
| Otras razas            | 5    | 0.66%  |
| De una mezcla de razas | 43   | 5.68%  |
| Total                  | 757  | 100%   |

Del total de la población, el 2.77% son hispanos o latinos de cualquier raza.

### Censo de 2000
Según el censo de 2000, había 730 personas, 346 hogares y 235 familias en la ciudad. La densidad de población era de 105,8 hab/km². Había 547 viviendas para una densidad promedio de 78,8 por kilómetro cuadrado. De la población el 96,71% eran blancos, 0,55% amerindios y 2,74% de dos o más razas. El 1,37% de la población eran hispanos o latinos de cualquier raza.
Se contaron 346 hogares, de los cuales 13,9% tenían niños menores de 18 años, 63,3% eran parejas casadas viviendo juntos, 3,% tenían una mujer como cabeza del hogar sin marido presente y 31,8% eran hogares no familiares. 28,9% de los hogares eran un solo miembro y 17,1% tenían alguien mayor de 65 años viviendo solo. La cantidad de miembros promedio por hogar era de 2,11 y el tamaño promedio de familia era de 2,55.
En la ciudad la población está distribuida en 15,3% menores de 18 años, 4,0% entre 18 y 24, 19,2% entre 25 y 44, 32,2% entre 45 y 64 y 29,3% tenían 65 o más años. La edad media fue 54 años. Por cada 100 mujeres había 101,7 varones. Por cada 100 mujeres mayores de 18 años había 100,6 varones.
El ingreso medio para un hogar en la ciudad era de $23.704 y el ingreso medio para una familia, de $27.946. Los hombres tuvieron un ingreso promedio de $24.659 contra $17.708 de las mujeres. El ingreso per cápita de la ciudad fue de $13.968. Cerca de 16,2% de las familias y 18,8% de la población estaban por debajo de la línea de pobreza, 35,0% de los cuales eran menores de 18 años y 7,2% mayores de 65.